# David Busst
David Busst (Birmingham, 30 de junho de 1967) é um ex-futebolista inglês. Ficou famoso após sofrer uma fratura durante o jogo entre seu clube, o Coventry City, e o Manchester United, que o obrigou a encerrar prematuramente sua carreira em 1996.

## Carreira
Busst começou a jogar futebol já aos 24 anos, em 1991, no Moor Green, clube amador de sua cidade natal. Em agosto de 1992, assinou com o Coventry City, pelo qual disputou 57 partidas na Premier League (apesar de, nesse tempo, os Sky Blues terem figurado sempre na primeira divisão, e na época os clubes jogavam 38 vezes). Em sua curta carreira, jamais conquistou um título. Busst considerou o atacante Alan Shearer, ídolo de Blackburn Rovers e Newcastle United, como o mais difícil jogador a ser marcado.

## A fratura e a aposentadoria precoce
Em 8 de abril de 1996, Manchester United (clube que Busst era torcedor na infância) e Coventry City enfrentaram-se em Old Trafford quando, com 1 minuto e 20 segundos de jogo, veio a primeira chance de gol, por parte dos Sky Blues. Num escanteio, a bola "viaja" até a área e o goleiro dinamarquês Peter Schmeichel se estica para defender, espalmando-a para o outro lado. No rebote, estava o zagueiro, que na época contava 28 anos, prestes a marcar o gol.
Busst, no entanto, não imaginava que aquele lance seria decisivo para sua carreira: ao dar um carrinho em direção ao gol de Schmeichel, colidiu fortemente contra o zagueiro irlandês Denis Irwin e o atacante escocês Brian McClair. O resultado foi devastador: a perna direita de Busst quase se separou em duas, com fratura entre o joelho e o tornozelo. Tal como ocorrera na lesão do brasileiro-croata Eduardo da Silva (então no Arsenal), em 2008, a televisão inglesa não aproximou as imagens do zagueiro.
Em campo, Busst gritava e chorava, sofrendo com as dores decorrentes da fratura, enquanto os outros 21 jogadores se desesperaram. Schmeichel saiu correndo com as mãos no rosto, visivelmente horrorizado com o que havia ocorrido. Ele passou tão mal, que chegou a vomitar e posteriormente precisando se consultar com um analista para esquecer a visão traumática do lance. Busst, imediatamente, foi atendido.
A partida teve de ser interrompida por 15 minutos para que o sangue fosse retirado do gramado. Em poucos minutos, estava no hospital, mas a gravidade da situação poderia causar a amputação da perna atingida. No hospital, Busst acabou sendo acometido por uma bactéria chamada Staphylococcus aureus resistente à meticilina, conhecida simplesmente pela sigla MRSA, que causou mais danos ao tecido muscular e na parte lesionada de sua perna. Sem opções, os médicos tentavam encontrar uma maneira que evitasse a amputação. A cirurgia de 3 horas foi só a primeira. Na semana seguinte, mais 14. No total, a fratura exposta na tíbia e no perônio lhe rendeu 26 operações que lhe permitiram voltar a andar.

## O veredicto final
Por alguns meses, o zagueiro pensou em retornar aos gramados. Entretanto, em 6 de novembro, os médicos dariam a notícia: não havia outra alternativa para ele, senão a aposentadoria. Busst voltaria a jogar em 2008, no Highgate United, uma equipe amadora da Inglaterra, além de ser diretor do Programa de Futebol Comunitário do Coventry City, cargo que desempenha até hoje.
Quanto ao jogo, o Manchester venceu por 1 a 0. A vitória tornou-se fundamental para o título dos diabos vermelhos na temporada 1995/96. O Coventry, apesar da campanha ruim, escapou do rebaixamento nos critérios de desempate.

## Tristeza no dia da festa do Manchester
Sobre o gol, marcado pelo francês Éric Cantona, David Busst foi informado depois de acordar da anestesia.
O Manchester brigava ponto a ponto com Newcastle e Liverpool pelo título. Depois das partidas do dia, faltariam apenas quatro rodadas para o campeão ser definido. E fazia tempo que o torcedor inglês não comparecia em massa aos estádios. A partida entre United e Coventry deixou claro que a violência nas torcidas começava, de vez, a ser combatida.
Old Trafford recebeu, portanto, naquele 8 de abril, mais de 50 mil pessoas. A multidão, após 80 segundos de euforia, literalmente "murchou". Enquanto deixava o estádio rumo ao hospital, Busst ouviu um silêncio fúnebre.
Em seguida, foi visitado por David Beckham, Ryan Giggs, Cantona e Schmeichel. Alex Ferguson, o treinador do United, fez o mesmo. O elenco do Coventry compareceu em peso. Ainda hospitalizado, o zagueiro recebeu a notícia de que seria pai pela segunda vez. Ele já possuía uma filha de 10 anos de idade. Aquele "presente" amenizou o que estava por vir.
Numa das cirurgias, os médicos foram obrigados a cortar parte da musculatura da perna, em novembro do mesmo ano, fator decisivo para o encerramento da carreira do zagueiro. A lesão foi curada e a tíbia e o perônio, reconstruídos, já no primeiro procedimento cirúrgico. Entretanto, infecções no local machucado sucederam a fratura, de tal forma que os tendões ficaram comprometidos. Daí veio a explicação para tantas operações.
A cada incentivo vindo dos colegas de profissão, as esperanças de voltar a jogar profissionalmente renasciam na mente de Busst. Mesmo sem poder jogar, continuou recebendo apoio do Coventry. O clube fez questão de mantê-lo integrado ao grupo principal, apesar das impossibilidades físicas, e deixou aos seus cuidados um programa comunitário.

## Jogo de despedida
Em 16 de maio de 1997, Busst fez sua despedida como atleta profissional num amistoso frente ao United, que promoveria o jogo. Paul Gascoigne e Les Ferdinand atuaram pelos Sky Blues. O amistoso foi, também, o último jogo da carreira de Éric Cantona, que oficializou sua aposentadoria 2 dias depois.

## Carreira de treinador
Com a carreira de jogador encerrada, foi agraciado pela direção do Coventry, que o nomeou diretor do Programa de Futebol Comunitário do clube, voltado a torcedores e ao público em geral da cidade, cujo nome é o mesmo do time. Busst continua tão próximo da bola que, inclusive, chegou a se aventurar como técnico: entre 2000 e 2003, treinaria o Solihull Borough, e o Evesham United, clube que disputava, na época, a inexpressiva 6ª divisão, entre 2003 e 2006.